# ۱ (فیلم ۲۰۰۹)
۱ فیلمی است که در سال ۲۰۰۹ منتشر شد.